# Herma

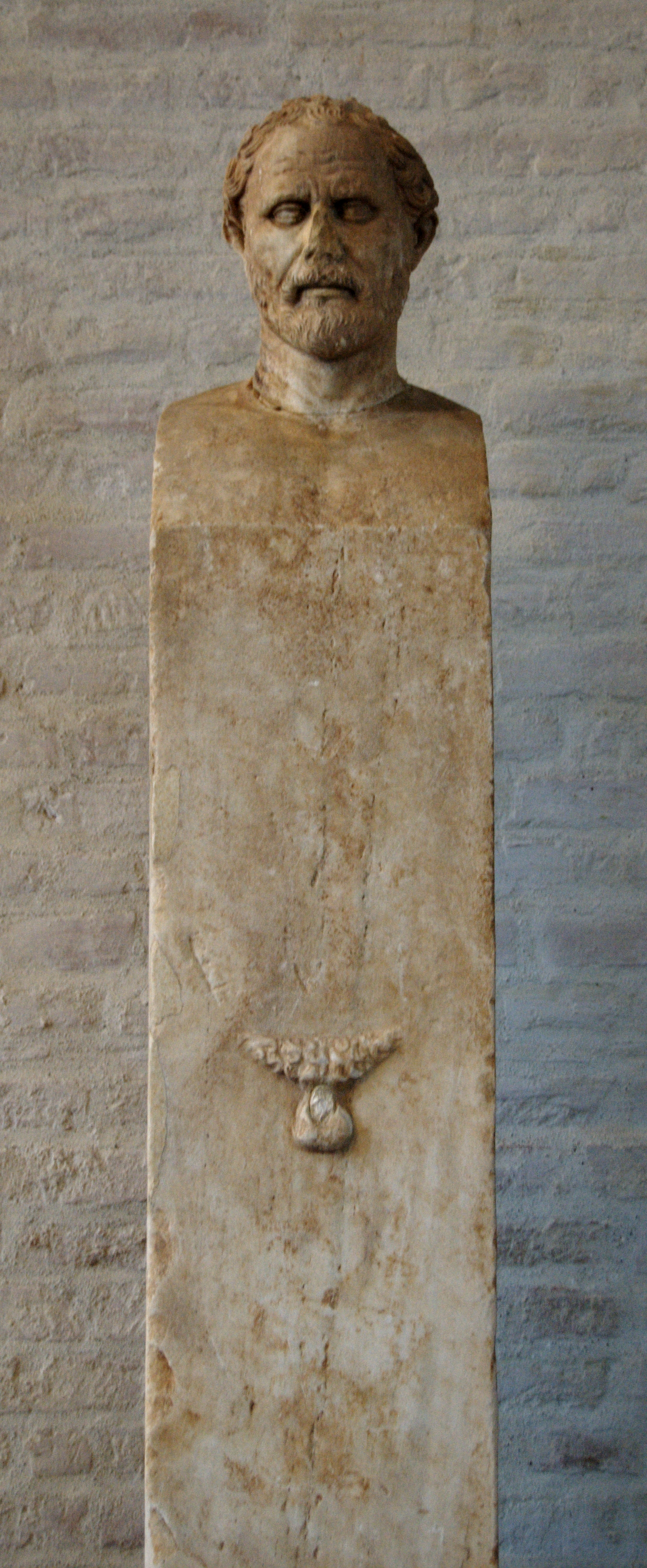
Herma de Demóstenes.

A l'antiga Grècia, un herma (en grec antic ἕρμα, plural ἕρμαι hermai) era un pilar quadrat o rectangular de pedra, terracota o bronze, un estípit, sobre el que es col·locava un bust, normalment el del déu Hermes, habitualment amb barba, signe de força física, i la base s'adornava amb un fal·lus en erecció, símbol de masculinitat i de disposició a les armes.
Hi ha discrepàncies entre els estudiosos, sobre si el nom era aquest perquè el cap d'Hermes era el més comú en la majoria d'hermes o per la seva relació etimològica amb la paraula grega ἕρματα (‘bloc de pedra’), doncs originalment no feien cap mena de referència a Hermes.

## Característiques
Aquestes estàtues estaven compostes d'un cap, normalment la del déu Hermes, col·locada sobre un pilar quadrangular que freqüentment era més ample en el cim que a la base, amb una alçària que es correspon amb l'alçada del cos humà.
Els que s'erigien en les cruïlles tenien sovint tres o quatre caps. S'empraven com a fites o marques per assenyalar i delimitar carreteres o fronteres, i marcar els límits de les propietats, encara que també tenien una funció apotropaica, és a dir, d'allunyament del maligne, ja fos esperit, adversitat o enemic. A Atenes es col·locaven fora de les cases per atreure la bona sort. Cada barri tenia el seu herma, i es conserven atuells amb pintures que mostren sacrificis particulars sent realitzats al seu damunt.

## Imperi romà

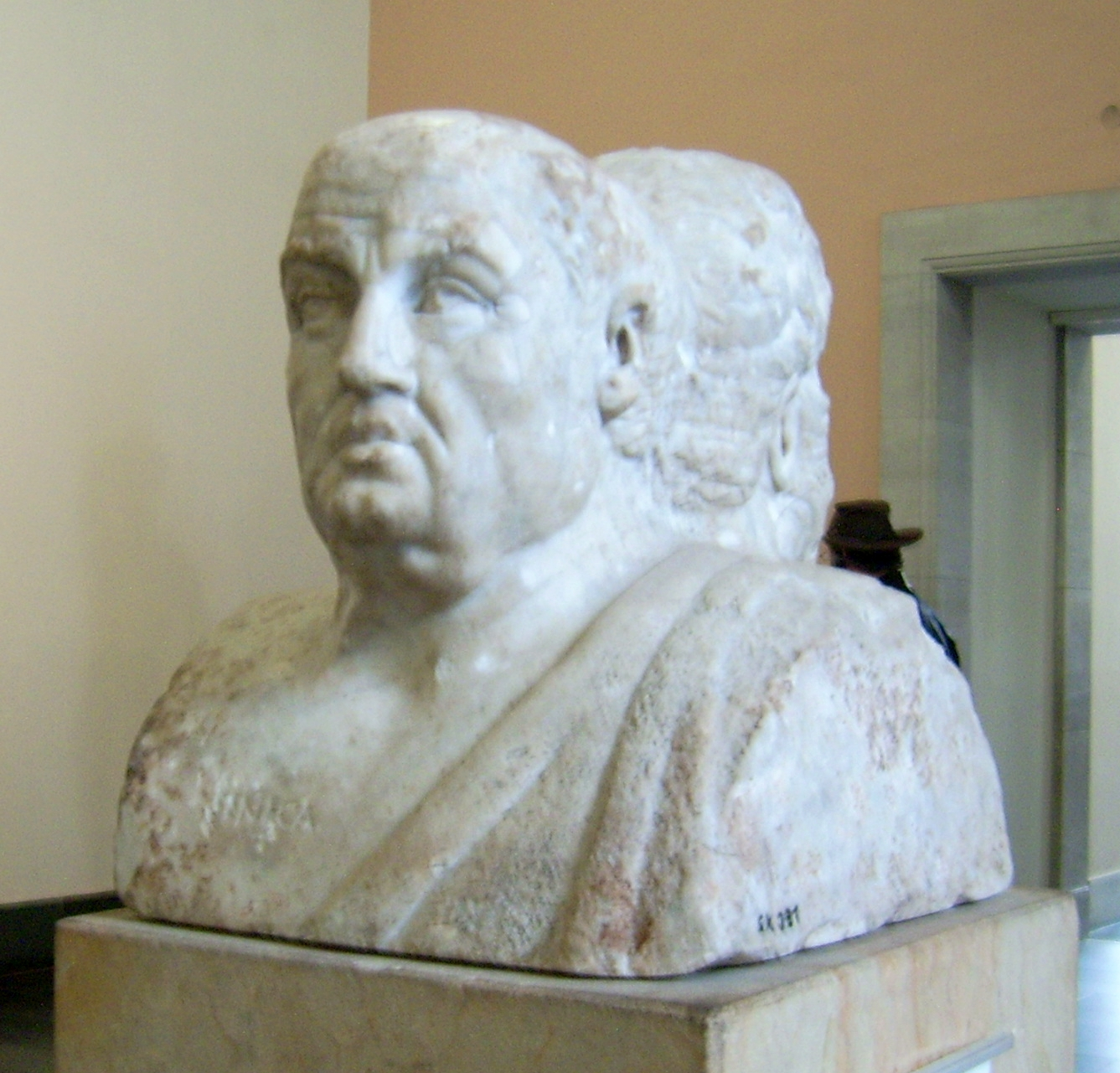
Herma Romà doble de Sèneca i Sòcrates.

A Roma els hermes s'identificaven amb els termini romans. Hermes de tots tipus eren molt sol·licitats pels romans rics per a decorar les seves cases i vil·les. També les usaven com a pals per a enreixats ornamentals dels jardins, en aquest cas solien estar adornades amb els busts de filòsofs i eminències, alguns dels quals es poden veure en els Museus Vaticans i d'altres, amb forats quadrats a les espatlles on s'hi inserien unes baranes. Aquests forats quadrats també estan presents en antics hermes grecs, en aquest cas els buits eren per unes projeccions de les que s'hi penjaven garlandes.
Els romans no només es van apropiar dels hermes per aquelles de les seves deïtats assimilades de la mitologia grega (com Hèrcules), sinó també per als déus indígenes que van mantenir la seva individualitat. Així van aparèixer hermes de Júpiter Terminalis. Durant l'Imperi, la funció dels hermes era més arquitectònica que religiosa. També s'empraven per a subjectar les cortines a l'interior de les cases, i en el Circ Màxim servien per a subjectar les barreres. Les formes més tardanes són molt belles, destacant les de la Vil·la Ludovisi a Roma i les de la Vil·la dels papirs.

## Art i cultura popular
El Museu J. Paul Getty de Los Angeles té emmagatzemada una gran col·lecció d'hermes romans a la seva col·lecció.
La faula d'Isop es burla de l'estàtua d'Hermes. Quan un gos pietós li ofereix "ungir-lo", el déu assegura precipitadament al seu adorador que no és necessari.

## Galeria

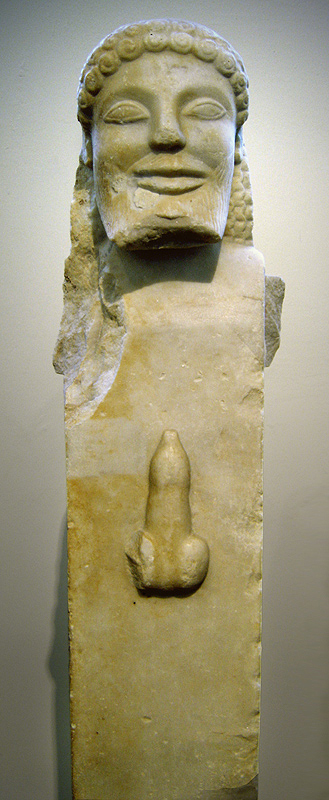
Herma grec arcaic, presumiblement d'Hermes, en el que el penis ha sobreviscut.
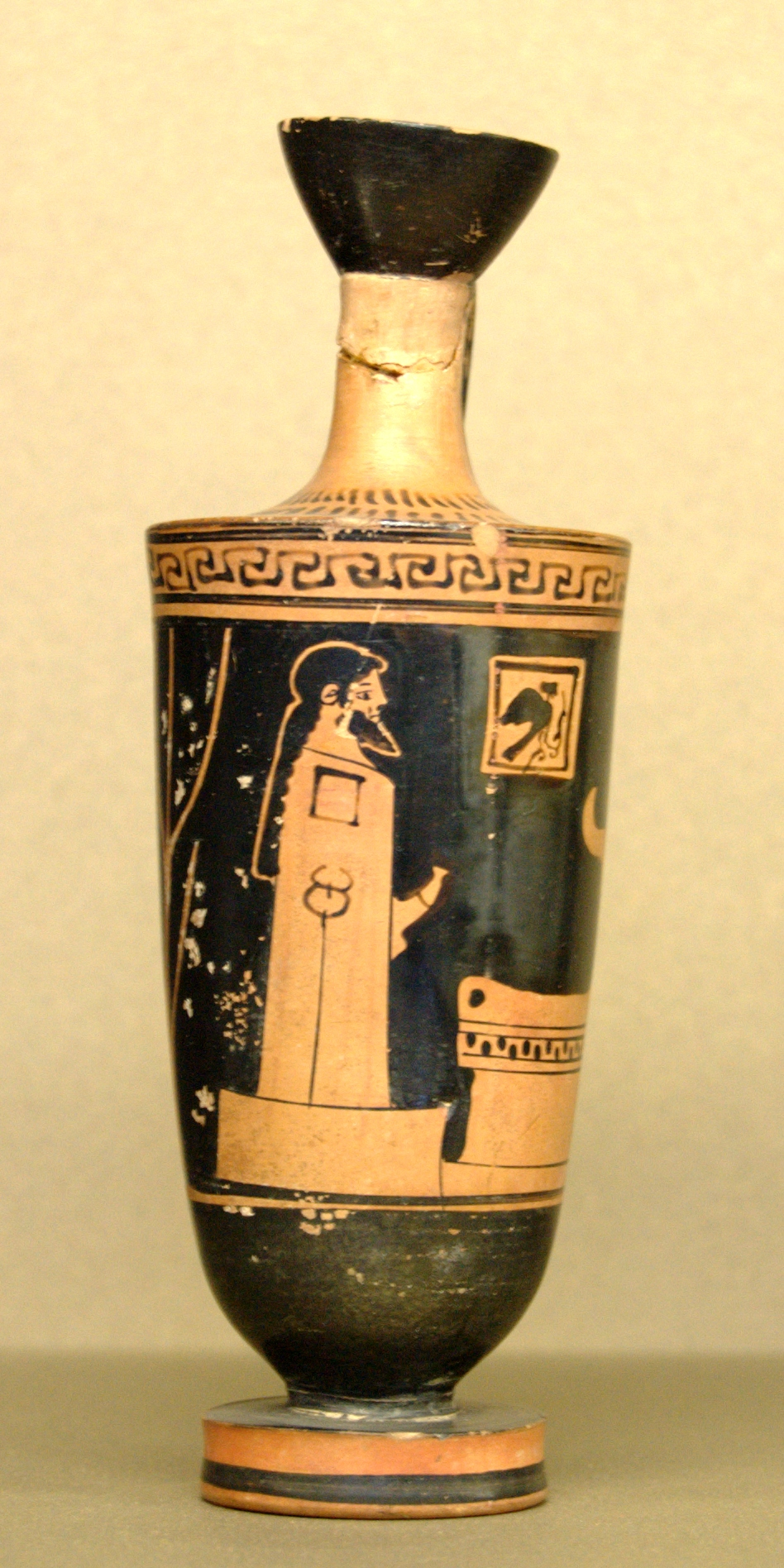
Herma En una figura de lekythos, 475–450 BC.
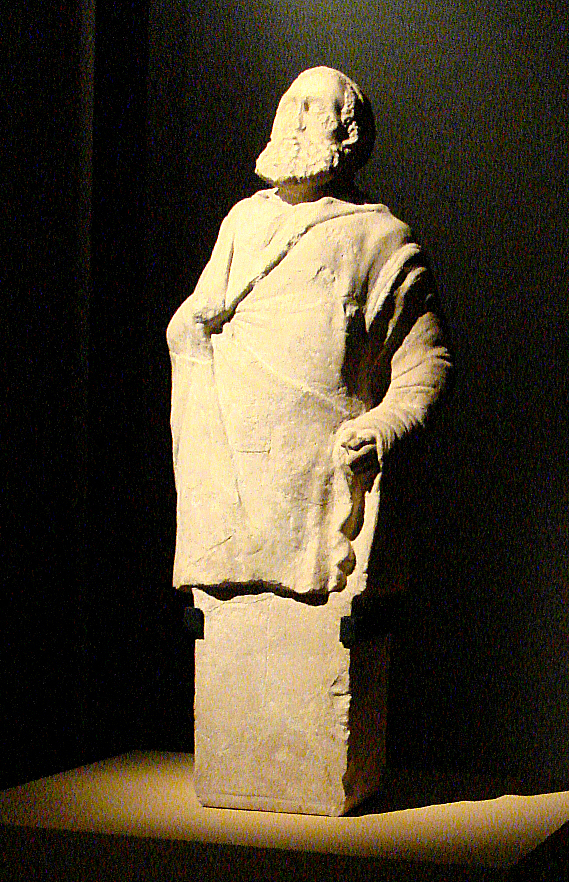
Herma d'un home vell, probablement un filòsof. Ai Khanoum, Afganistan, segle ii aC.
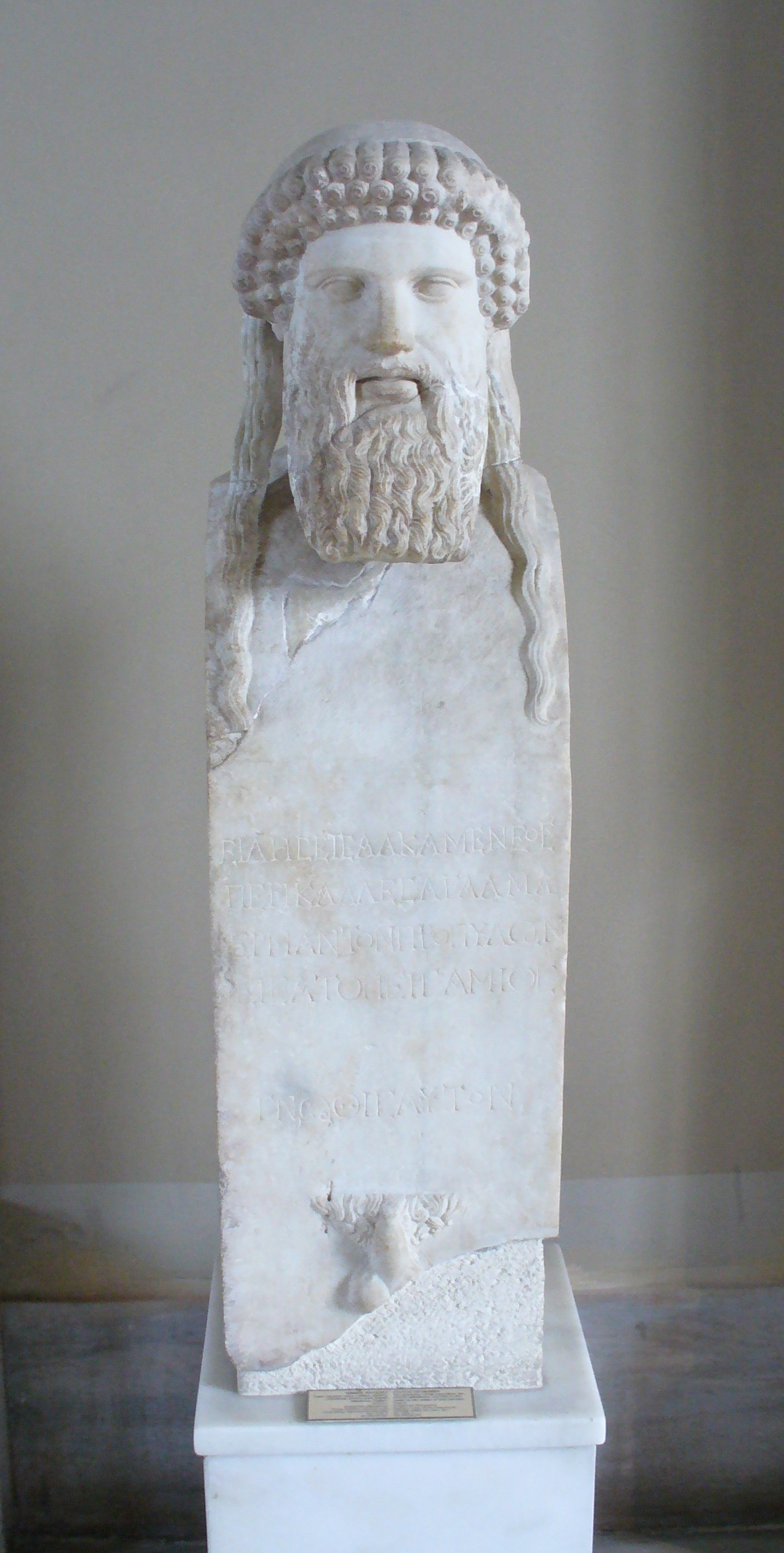
"Herma de la Porta Propylaea", atribuït a Alcàmenes (segle V B. E.)
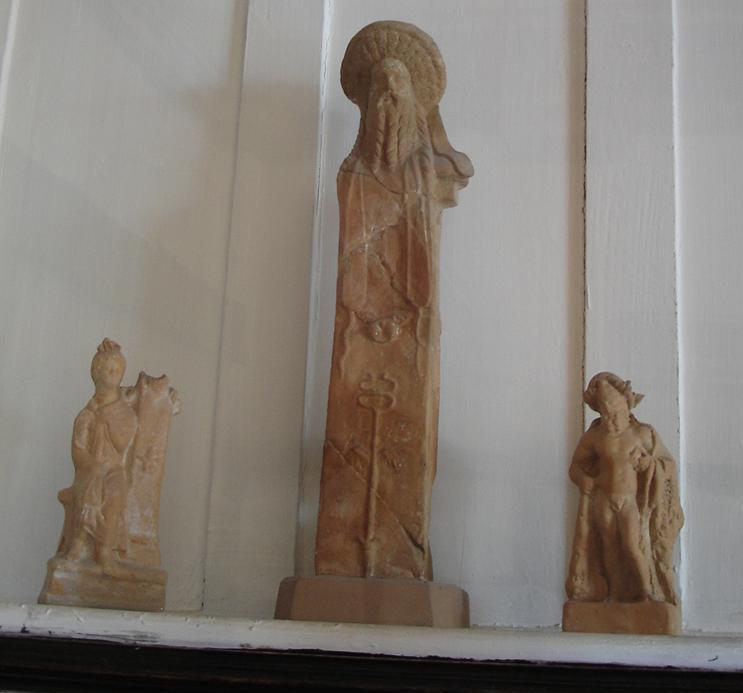
Petit herma de terracotta d'Hermes
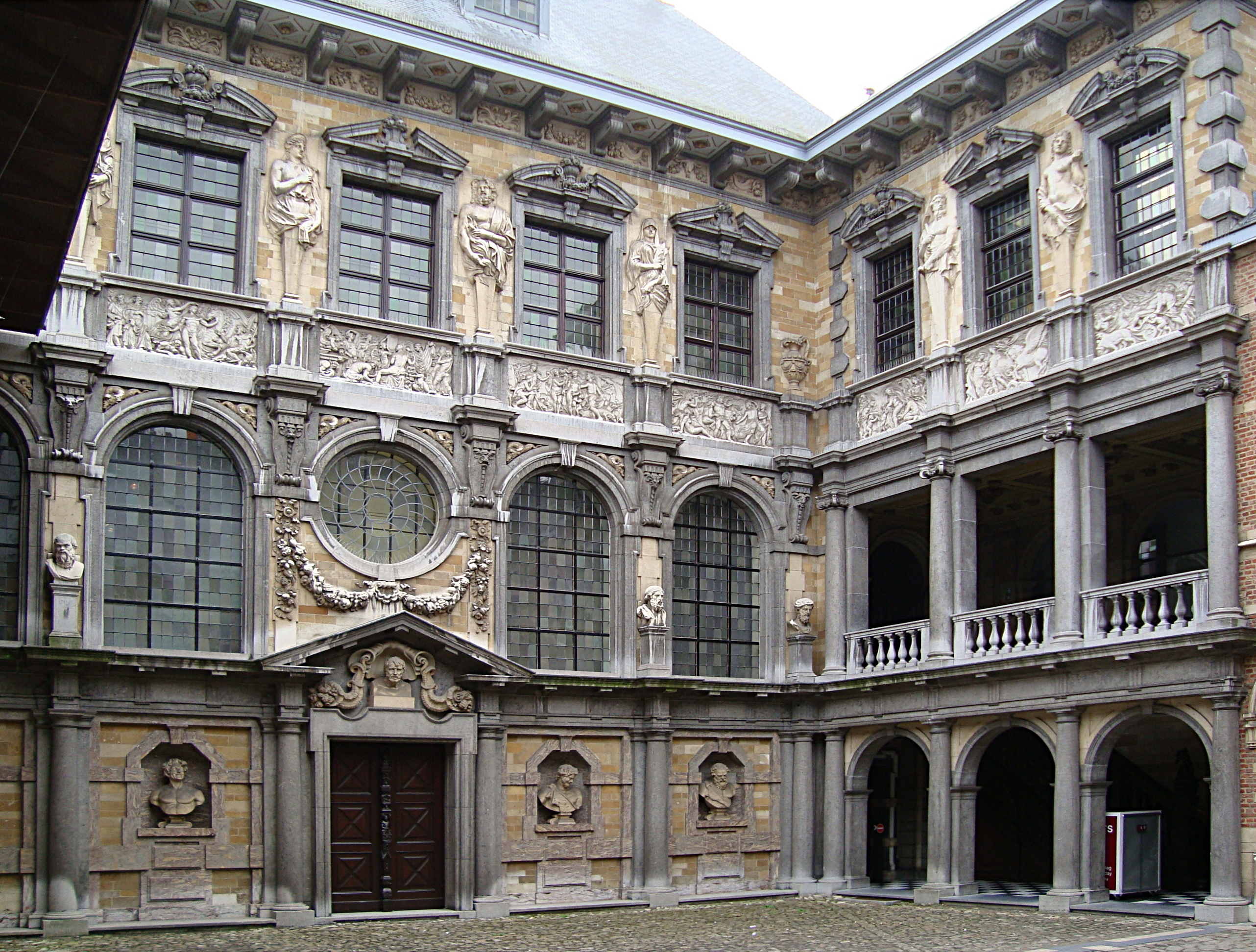
Hermes Barrocs mascle i femella, Rubenshuis.
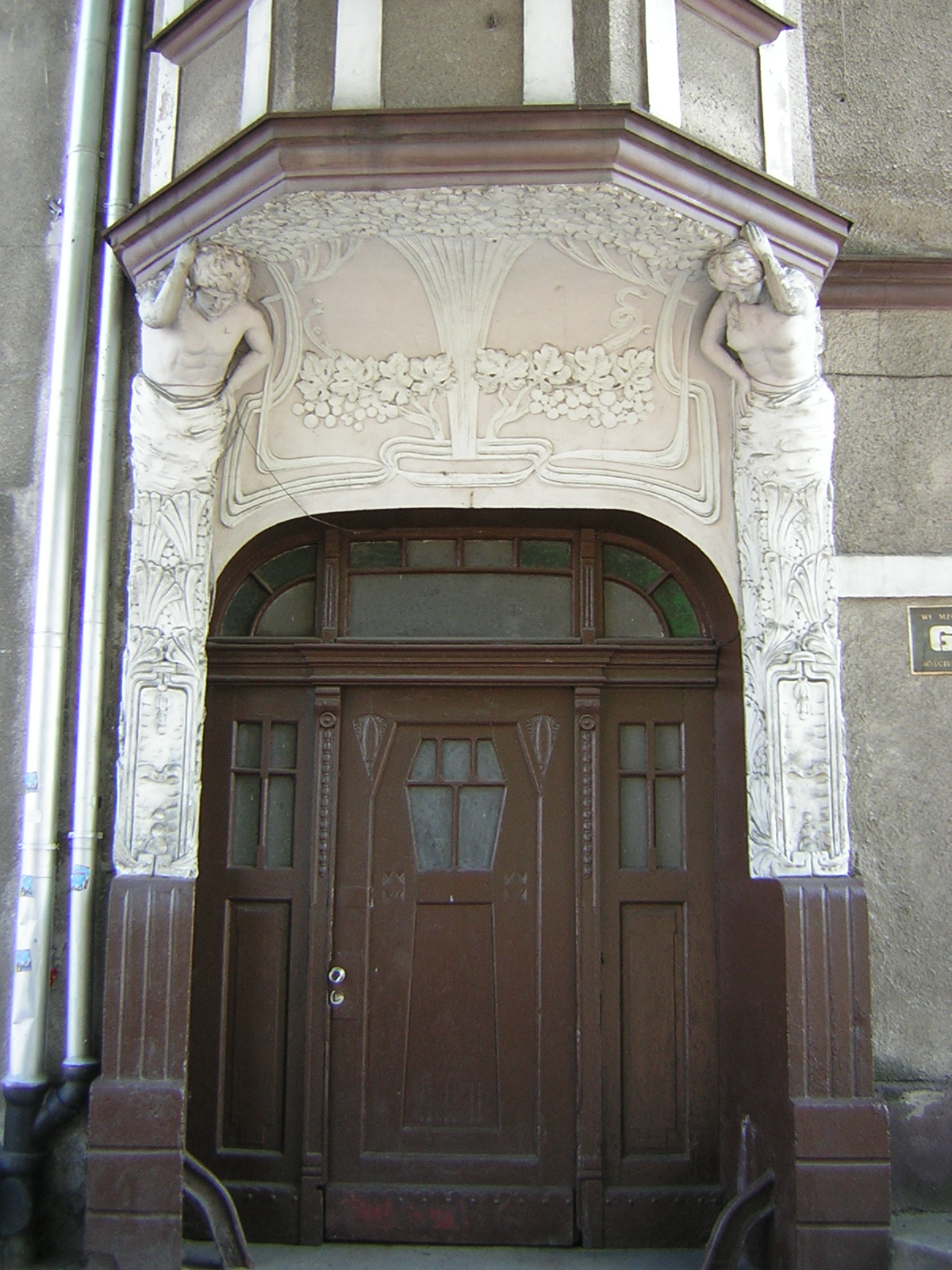
Hermes Art Nouveau o Neo-Barroc, Polònia